# Koersen

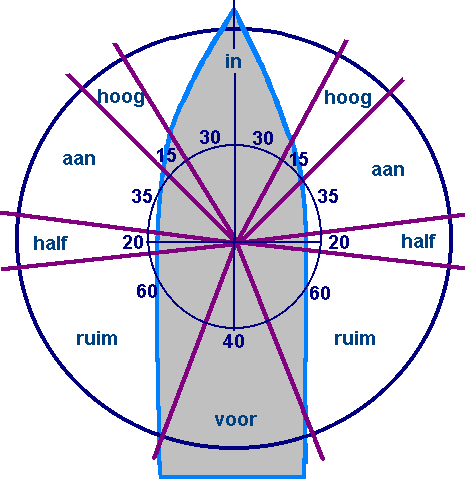
Koers van schip ten opzichte van de wind.

Bekende koersen bij het zeilen zijn: 
- in de wind
- hoog aan de wind
- aan de wind
- halve wind
- ruime wind
- voor de wind
- binnen de wind

De koersen in de wind en voor de wind zijn tegengesteld. De koersen aan de wind, halve wind, ruime wind en voor de wind kunnen zowel over bakboord als over stuurboord voorkomen.
"Binnen de wind" is een voor de windse koers of zelfs ruime windse koers met de zeilen over de 'verkeerde' boeg. Er bestaat kans op een klapgijp.